# Persone di nome Martín/Calciatori
| Questa pagina contiene informazioni ricavate automaticamente dalle voci biografiche con l'ausilio del template Bio e di un bot. L'aggiornamento è periodico e automatico e ricostruisce completamente la pagina. Se manca una persona in questa lista, sei pregato di non aggiungerla, ma accertati piuttosto che la sua voce biografica contenga il template Bio e che i dati anagrafici siano correttamente compilati. Se il template Bio manca, inseriscilo tu stesso o, in alternativa, metti l'avviso {{tmp\|Bio}} che ne segnala la mancanza. Se i dati riportati sono sbagliati, correggi direttamente la voce biografica; le modifiche saranno visibili in questa lista entro pochi giorni. Per chiarimenti vedi il progetto antroponimi. La lista contiene solo le 71 persone che sono citate nell'enciclopedia e per le quali è stato implementato correttamente il template Bio. Pagina aggiornata al 22 lug 2025. |

Questa è una lista di persone presenti nell'enciclopedia che hanno il nome Martín e sono calciatori.

## A(4)
- Martín Aguirregabiria, calciatore spagnolo (Vitoria, n. 1996)
- Martín Amuz, calciatore canadese (Toronto, n. 1997)
- Martín Arguiñarena, ex calciatore uruguaiano (Montevideo, n. 1991)
- Martín Arzuaga, ex calciatore colombiano (Becerril, n. 1981)

## B(7)
- Miguel Barbieri, calciatore argentino (Buenos Aires, n. 1993)
- Martín Barragán, calciatore messicano (Tizapán el Alto, n. 1991)
- Martín Barrios, calciatore uruguaiano (Montevideo, n. 1999)
- Martín Bengoa, calciatore spagnolo (Otxandio, n. 1994)
- Martín Benítez, calciatore argentino (Posadas, n. 1994)
- Martín Bravo, ex calciatore argentino (Santa Fe, n. 1986)
- Martín Bueno, calciatore uruguaiano (Montevideo, n. 1991)

## C(5)
- Martín Calderón, calciatore spagnolo (Jerez de la Frontera, n. 1999)
- Martín Campaña, calciatore uruguaiano (Maldonado, n. 1989)
- Martín Cauteruccio, calciatore uruguaiano (Montevideo, n. 1987)
- Ezequiel Cañete, calciatore argentino (Puerto Rico, n. 1999)
- Martín Comachi, calciatore argentino (Santa Fe, n. 1991)

## D(4)
- Martín Dedyn, ex calciatore argentino (Buenos Aires, n. 1988)
- Martín del Campo, ex calciatore uruguaiano (Montevideo, n. 1975)
- Martín Duffó, ex calciatore peruviano (Cañete, n. 1963)
- Martín Díaz, ex calciatore uruguaiano (Montevideo, n. 1988)

## F(3)
- Martín Fernández, calciatore uruguaiano (Montevideo, n. 2003)
- Martín Fernández, calciatore uruguaiano (Montevideo, n. 2001)
- Martín Fúriga, ex calciatore argentino (La Plata, n. 1976)

## G(8)
- Martín Galmarini, ex calciatore argentino (San Isidro, n. 1982)
- Martín Galván, calciatore messicano (Acapulco, n. 1993)
- Martín Raúl García, ex calciatore peruviano (n. 1970)
- Martín García, calciatore argentino (General Villegas, n. 1998)
- Martín Gianoli, calciatore uruguaiano (Montevideo, n. 2000)
- Martín Giménez, calciatore argentino (Buenos Aires, n. 1988)
- Martín González, calciatore uruguaiano (Montevideo, n. 1990)
- Martín Gómez, calciatore panamense (Provincia di Chiriquí, n. 1989)

## H(1)
- Martín Herrera, ex calciatore argentino (Río Cuarto, n. 1970)

## L(2)
- Martín Lucero, calciatore argentino (Buenos Aires, n. 1990)
- Martín Luciano, calciatore argentino (Rosario, n. 2003)

## M(6)
- Martín Machón, ex calciatore guatemalteco (Santa Catarina Pinula, n. 1973)
- Martín Mantovani, ex calciatore argentino (Mar del Plata, n. 1984)
- Martín Mapisa, calciatore zimbabwese (Harare, n. 1998)
- Martín Merquelanz, calciatore spagnolo (Irun, n. 1995)
- Martín Montoya, calciatore spagnolo (Gavà, n. 1991)
- Martín Morel, ex calciatore argentino (Rosario, n. 1980)

## O(2)
- Martín Ojeda, calciatore argentino (Gualeguaychú, n. 1998)
- Martín Ortega, calciatore argentino (Quilmes, n. 1999)

## P(7)
- Martín Pando, calciatore e allenatore di calcio argentino (Buenos Aires, n. 1934 - Buenos Aires, † 2021)
- Martín Payares, calciatore colombiano (Majagual, n. 1995)
- Martín Payero, calciatore argentino (Pascanas, n. 1998)
- Martín Posse, ex calciatore argentino (San Justo, n. 1975)
- Nicolás Previtali, calciatore argentino (Ramos Mejía, n. 1995)
- Martín Prost, calciatore argentino (Pigüé, n. 1988)
- Martín Pérez Guedes, calciatore argentino (Tres Arroyos, n. 1991)

## R(11)
- Martín Rabuñal, calciatore uruguaiano (Montevideo, n. 1994)
- Martín Ramírez, ex calciatore peruviano (n. 1964)
- Martín Rea, calciatore uruguaiano (Montevideo, n. 1997)
- Martín Rivas, ex calciatore uruguaiano (Montevideo, n. 1977)
- Martín Rivero, calciatore argentino (Roldán, n. 1989)
- Martín Vladimir Rodríguez, calciatore cileno (Diego de Almagro, n. 1994)
- Martín Eulogio Rodríguez, ex calciatore peruviano (Lima, n. 1968)
- Martín Abel Rodríguez, calciatore cubano (n. 2005)
- Martín Sebastián Rodríguez, calciatore uruguaiano (Montevideo, n. 1989)
- Martín Romagnoli, ex calciatore argentino (Córdoba, n. 1977)
- Martín Río, calciatore argentino (Quilmes, n. 2001)

## S(5)
- Martín Sánchez, calciatore argentino
- Martín Sarrafiore, calciatore argentino (Villa Ballester, n. 1997)
- Martín Satriano, calciatore uruguaiano (Montevideo, n. 2001)
- Martín Silva, calciatore uruguaiano (Montevideo, n. 1983)
- Martín Suárez, calciatore uruguaiano (Montevideo, n. 2004)

## T(1)
- Martín Tonso, calciatore argentino (Gödeken, n. 1989)

## V(1)
- Martín Vellisca, ex calciatore spagnolo (Madrid, n. 1971)

## Z(4)
- Martín Zapata, calciatore colombiano (Santander de Quilichao, n. 1970 - Cali, † 2006)
- Martín Zubimendi, calciatore spagnolo (San Sebastián, n. 1999)
- Martín Zúñiga, ex calciatore messicano (Tampico, n. 1970)
- Martín Eduardo Zúñiga, calciatore messicano (Tapachula, n. 1993)